# Тубосс (озеро)
Ту́босс (Тубас, Тубос, Тубосское) — озеро (водохранилище) в Тверской области России, располагается на территории Вышневолоцкого городского округа. Исток реки Володня. Относится к бассейну Мсты.
Этимология гидронима не установлена, предполагается балтийское происхождение.
Тубосс находится в Вышневолоцкой низине, на высоте 154 м над уровнем моря, около одноимённой деревни. Продолговатой формы, вытянуто в субмеридиональном направлении. Площадь — 2,6 км² (по другим данным — 3,8 км²). Протяжённость береговой линии — 17,3 км. Через протоку на севере сообщается с озером Дупле. Площадь водосборного бассейна — 33,2 км². С южной стороны из озера вытекает Володня, впадающая во Мсту.
Код водного объекта в государственном водном реестре — 01040200221402000020956.